# Station Deinze
Station Deinze is een spoorwegstation langs spoorlijn 75 (Gent - Kortrijk - Rijsel) in de stad Deinze. Van hier vertrekt ook spoorlijn 73 (Deinze - De Panne) naar de kust.
Het station is gelegen in de vroegere gemeente Petegem-aan-de-Leie en heette aanvankelijk dan ook Deinze-Petegem.
Het huidige station is ontworpen door Dirk Servaes en werd geopend op 25 maart 1983. Het bestaat uit een grote luifel waaronder op het eerste verdiep de perrons gelegen zijn. Op de begane grond bevinden zich de loketten. Net zoals bij veel stations loopt vervolgens een verbindingsgang loodrecht onder de sporen waarop men dan met een roltrap of reguliere trap de sporen kan bereiken.
Het concept is afgekeken van het Nederlandse station Breda. In de jaren 70 en 80 is het door de NMBS in België op enkele plaatsen toegepast (onder andere Genk en Roeselare). Het is evenwel vlug afgevoerd omdat reizigers vaak klaagden over de tocht (de wind heeft in zulke hallen vaak vrij spel). Ook vinden velen dergelijke stations donkere oorden.
De sporen bevinden zich zoals gezegd verhoogd, dat is gedaan uit praktische overwegingen. Het station ligt namelijk in een verstedelijkte omgeving en om geen overwegen te hebben loopt de spoorlijn in Deinze over een talud of viaduct. Naast het station bevinden zich onder het spoorwegviaduct bovendien het parkeerterrein, de busterminal en een afzetstrook.
Deinze beschikt ook over een seinhuis (blok 12). Door het nieuwe concentratieplan, dat het aantal seinhuizen in België tot 31 moet terugdringen, zal het seinhuis in Deinze in de nabije toekomst verdwijnen.
In 2013 werd het station opgefrist. De overkapping werd herschilderd en oogt lichter, de perrons werden verhoogd en vernieuwd. Deze werden afgewerkt in beton, wat de perrons luxueuzer doet ogen en er werden ook nieuwe trappen en roltrappen geplaatst. In de toekomst zal ook het stationsplein vernieuwd worden.
Er loopt een tweede gang onder de sporen, waar zich grote liften bevinden. Ze meten 2 op 1 meter en bereiken elk perron. 
Deze gang is bereikbaar via een helling binnen in het station. Of van op straat aan de zuidzijde is deze gang bereikbaar met de lift naar spoor 1, die in die gang een tussenstop maakt.
Sinds 2022 stoppen de toeristentreinen tijdens de zomerperiode enkel nog tijdens de week en niet langer tijdens het weekend in het station van Deinze. 
Sinds 1 maart 2024 zijn de loketten van dit station enkel geopend tussen 7 en 14.15 uur.

## Galerij

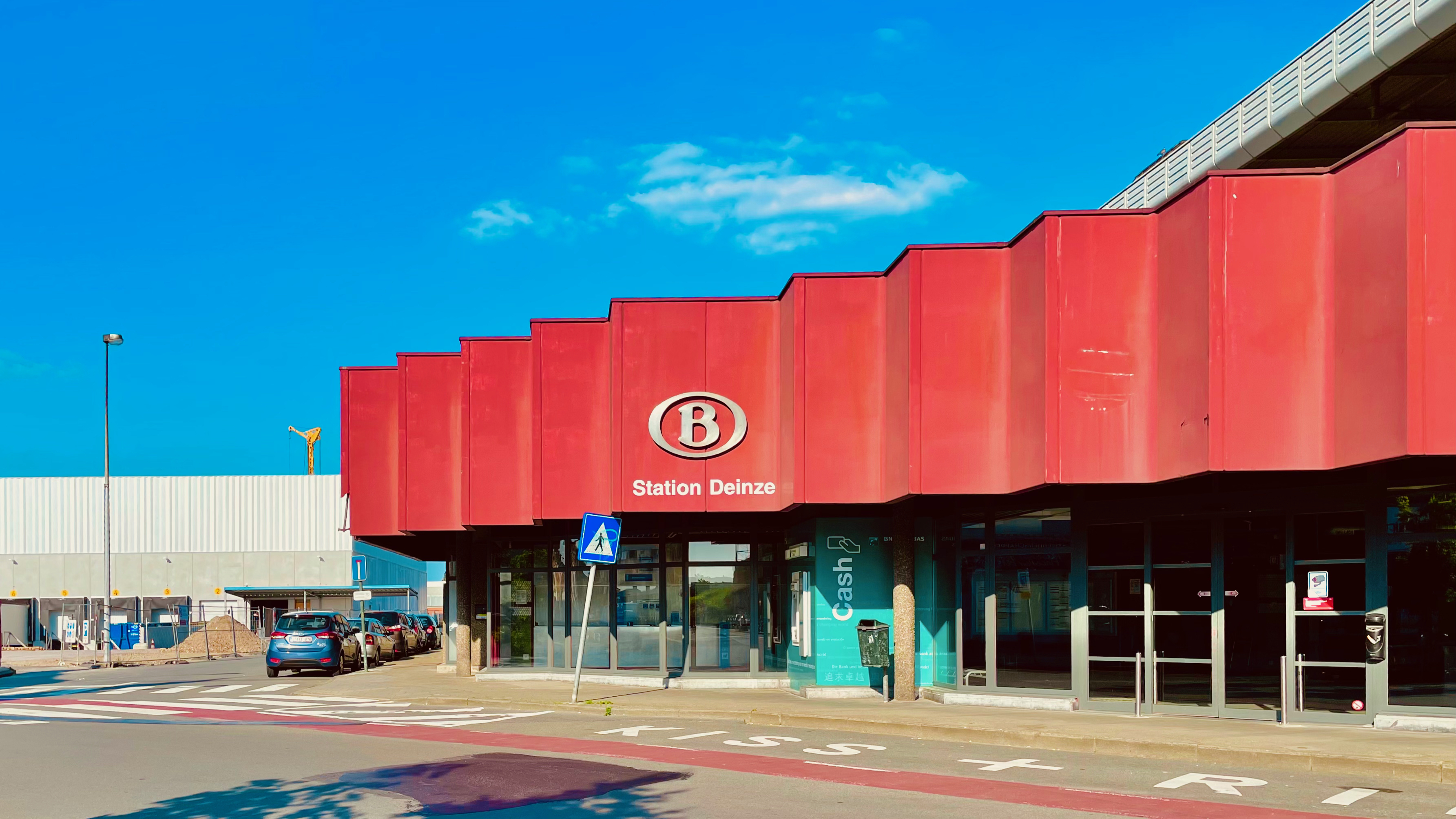
Het station (2021)
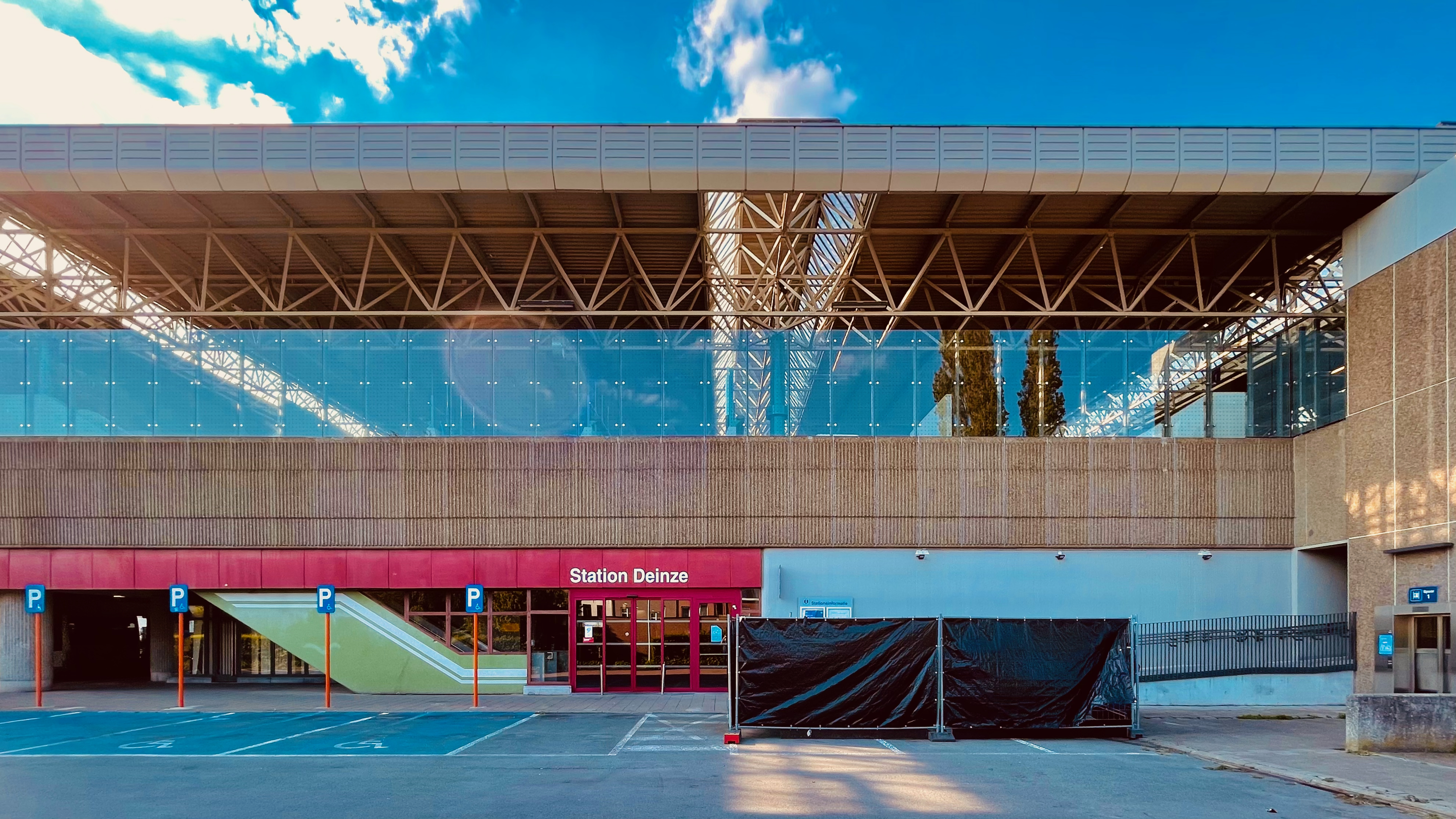
Het stationsgebouw
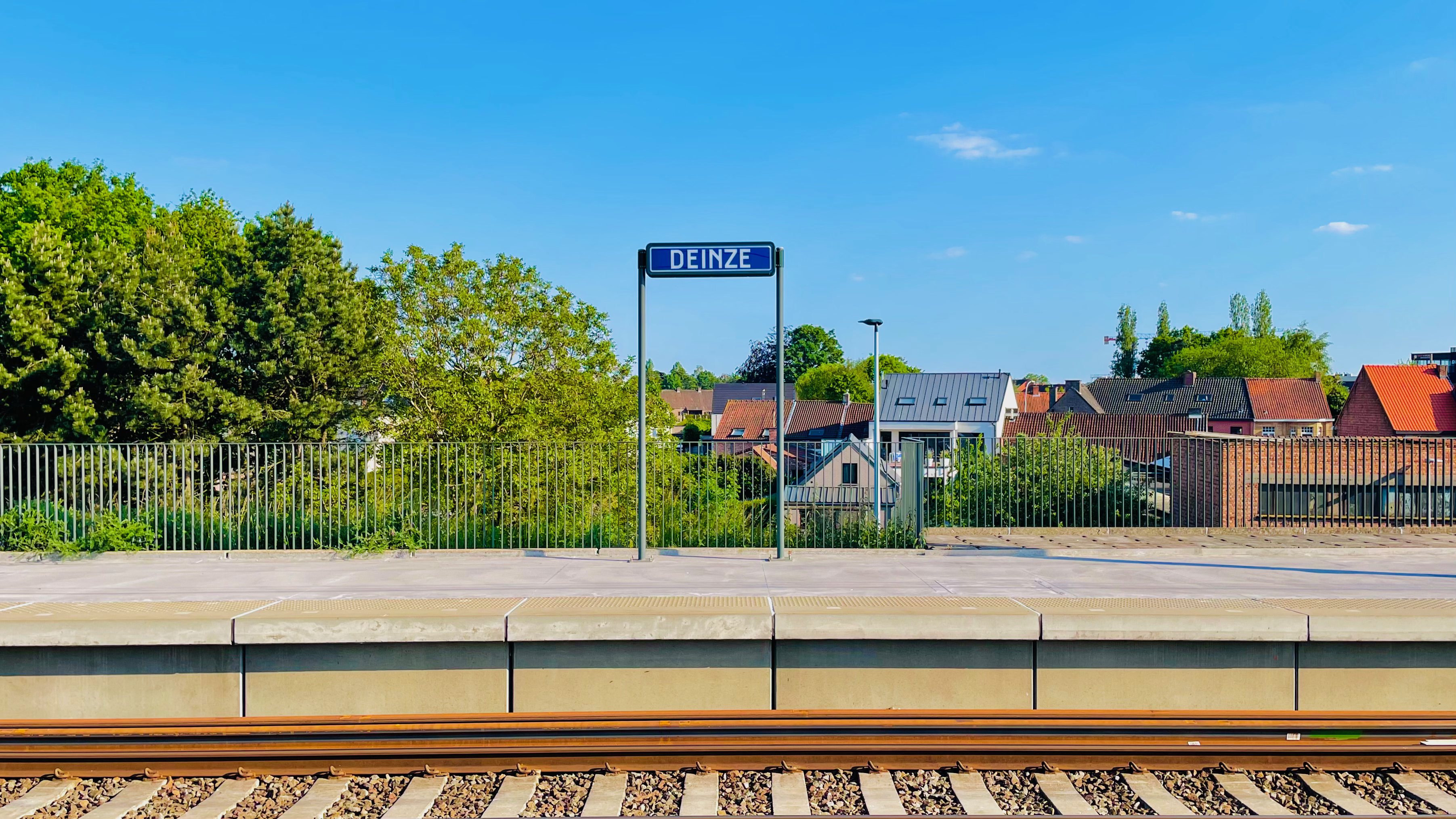
Plaatsnaambord
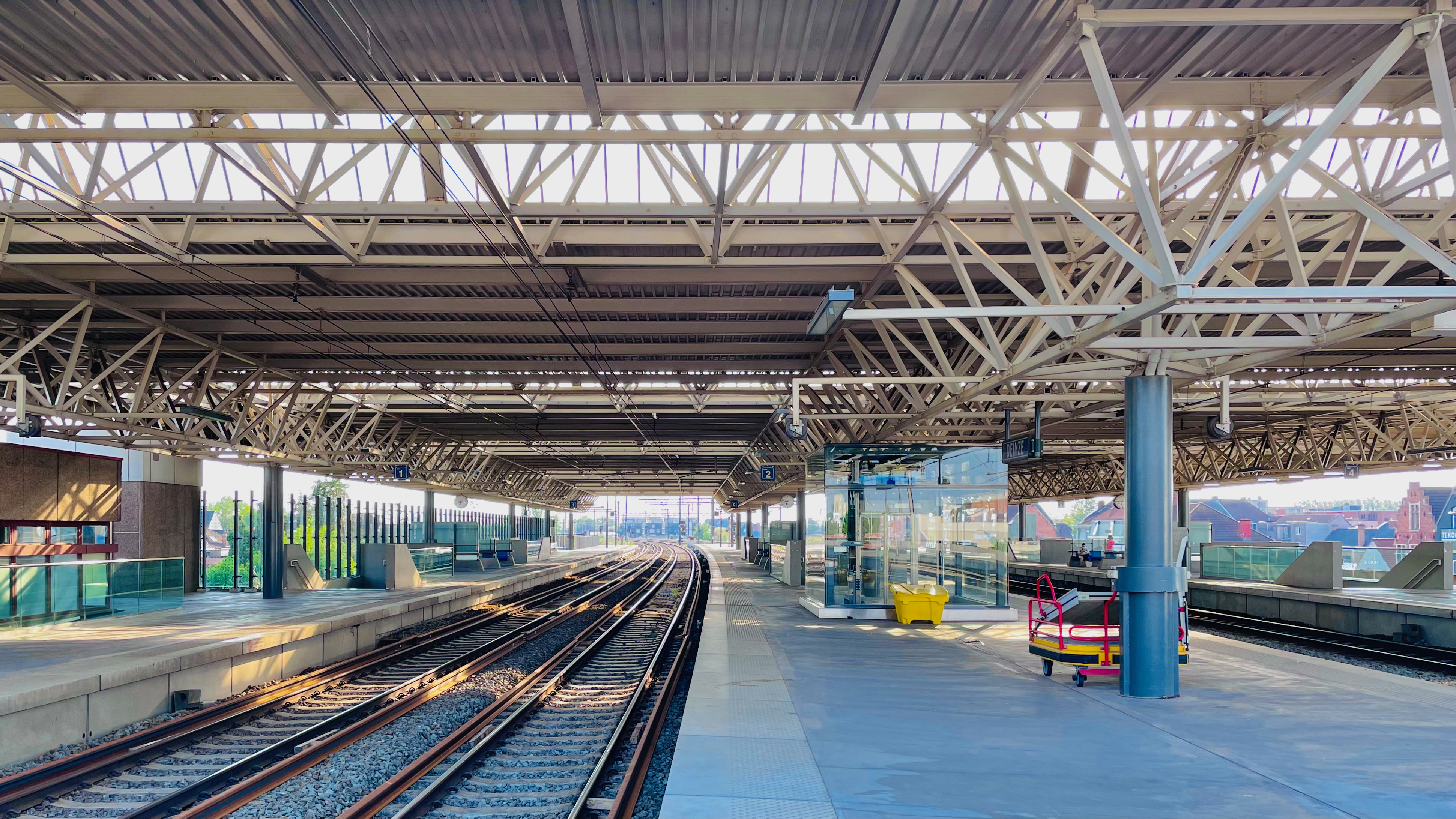
Zicht op de perrons
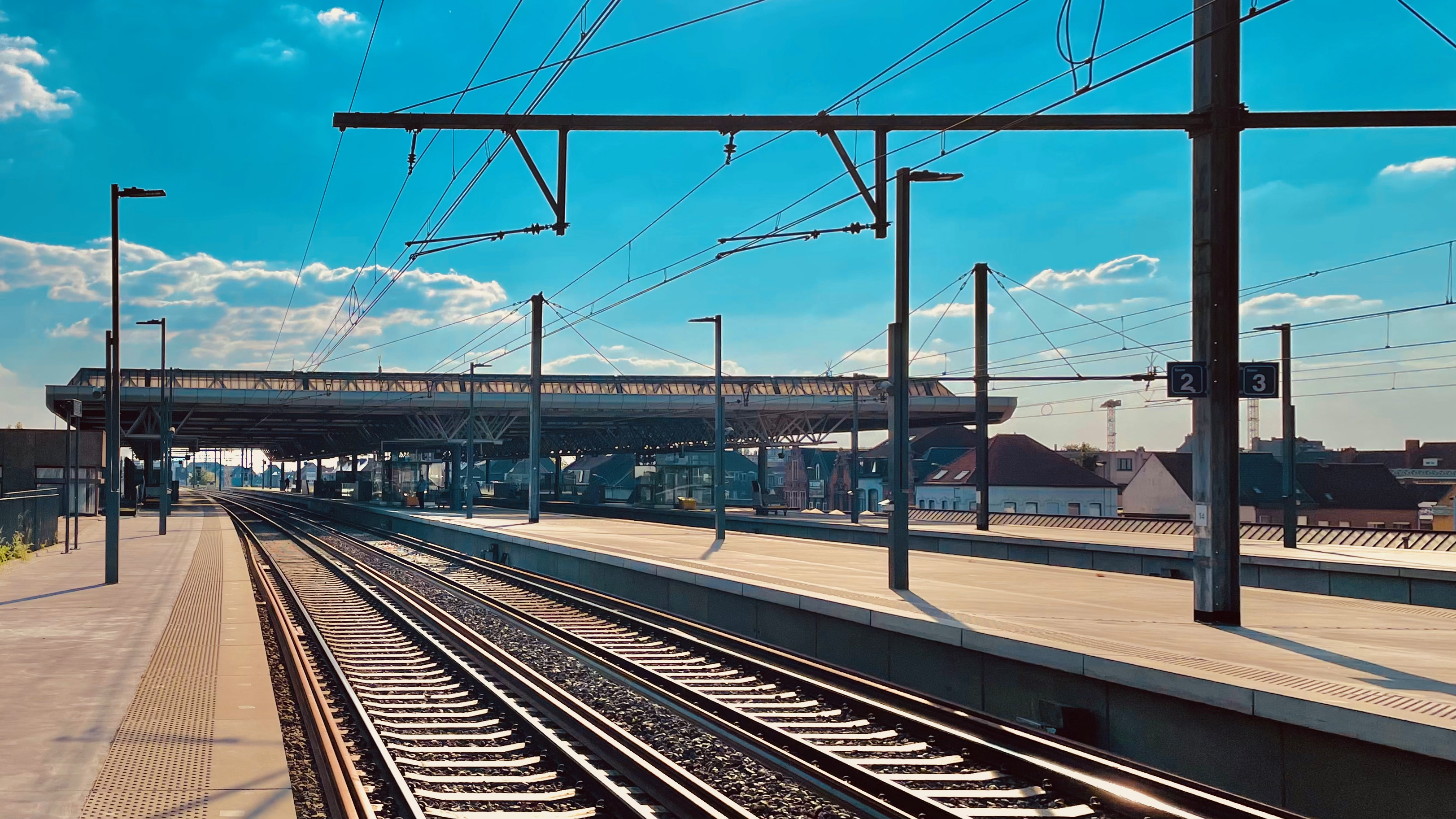
Zicht op de sporen
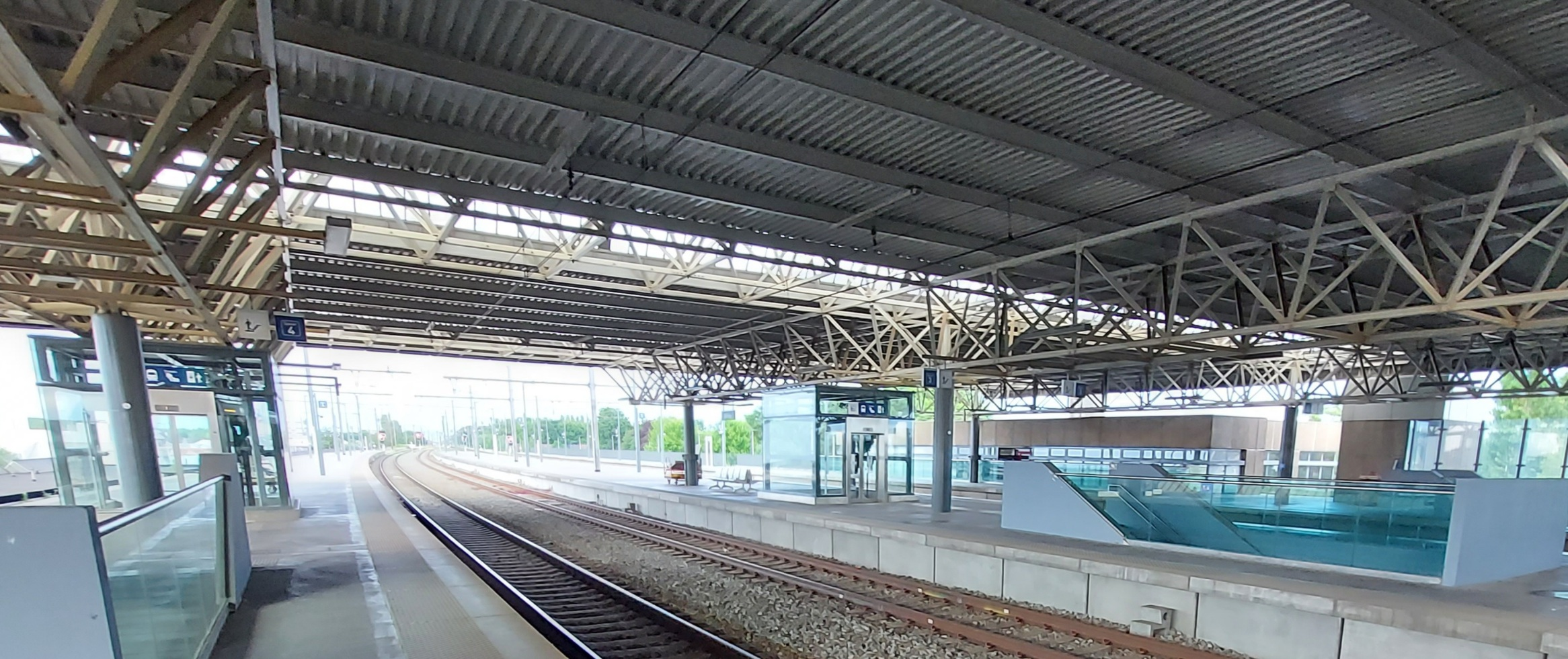
Alle perrons in station van Deinze zijn bereikbaar met grote liften voor fietsen en grote rolstoelen
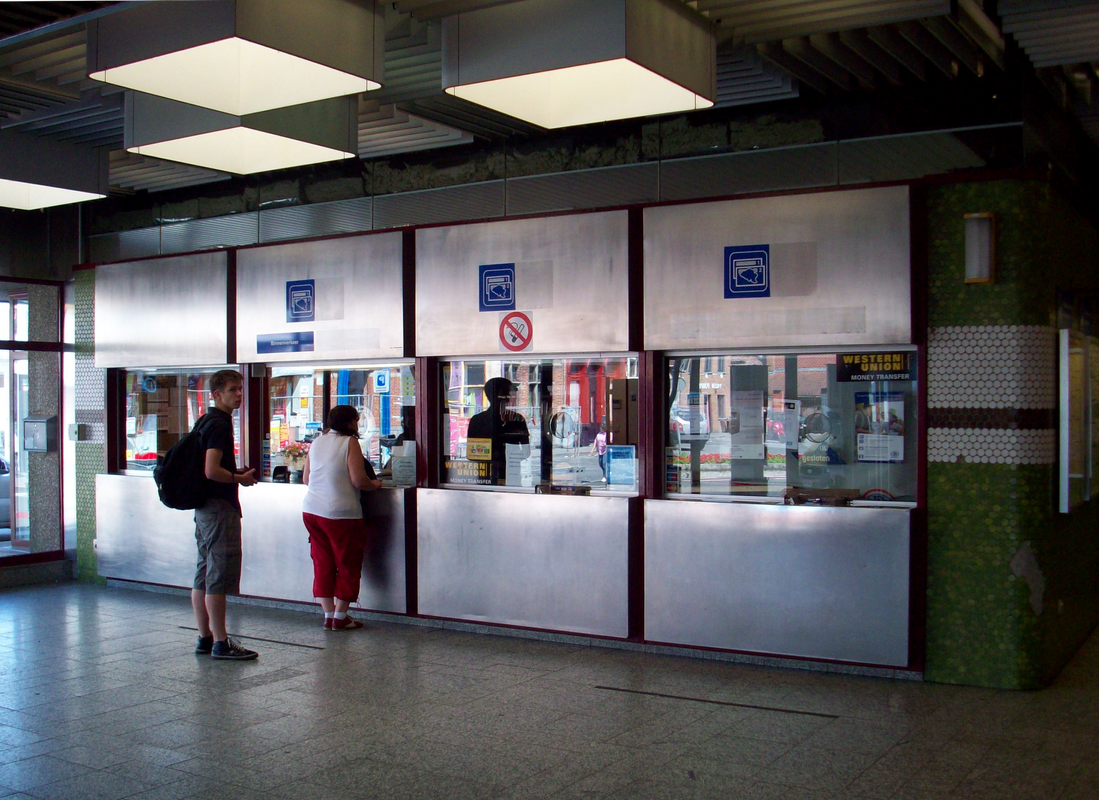
Lokethal (2009)
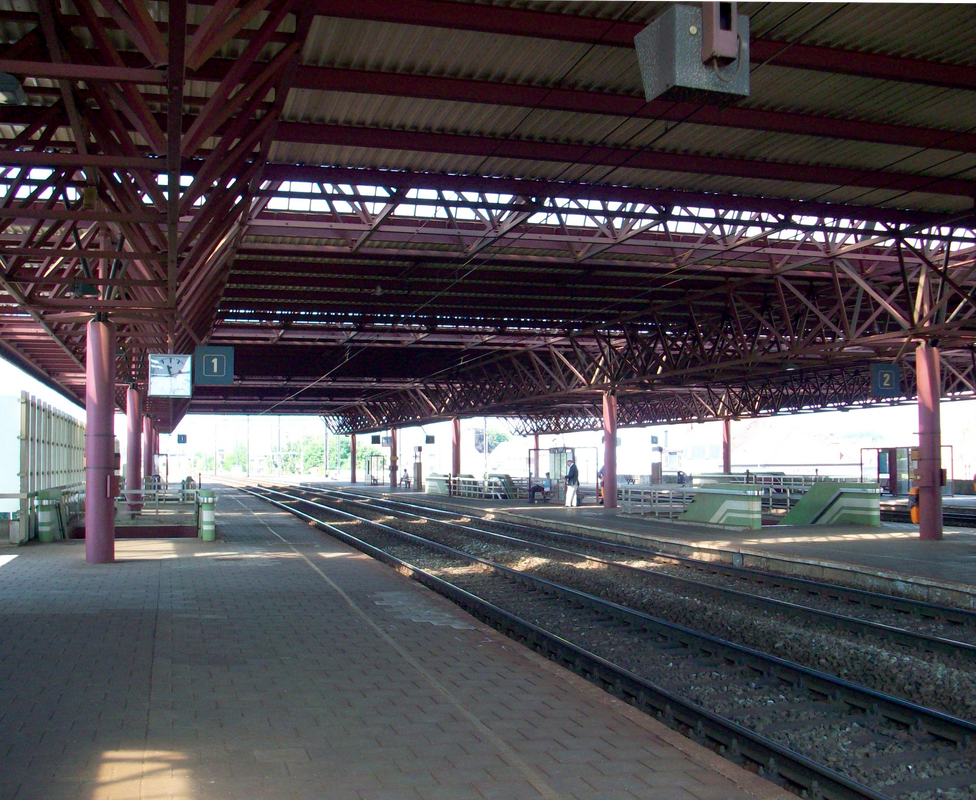
Uitzicht op de perrons (2009)
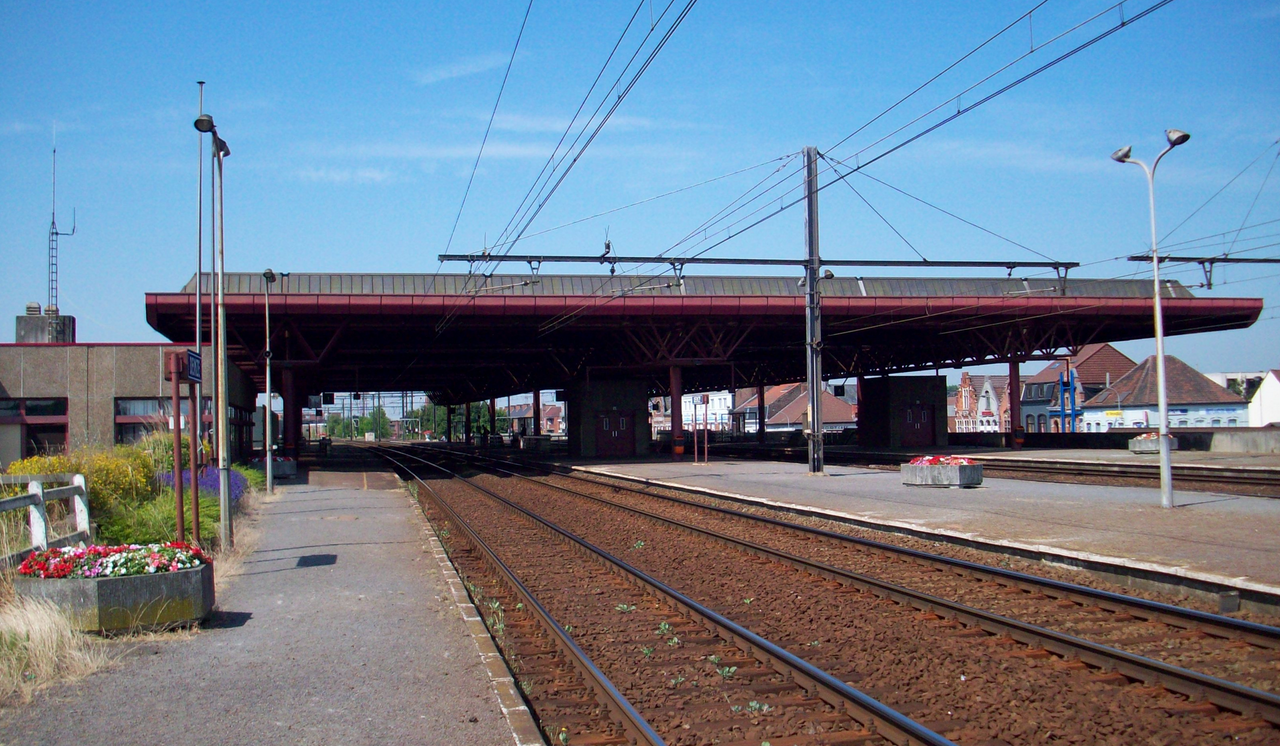
De overkapping in 2009
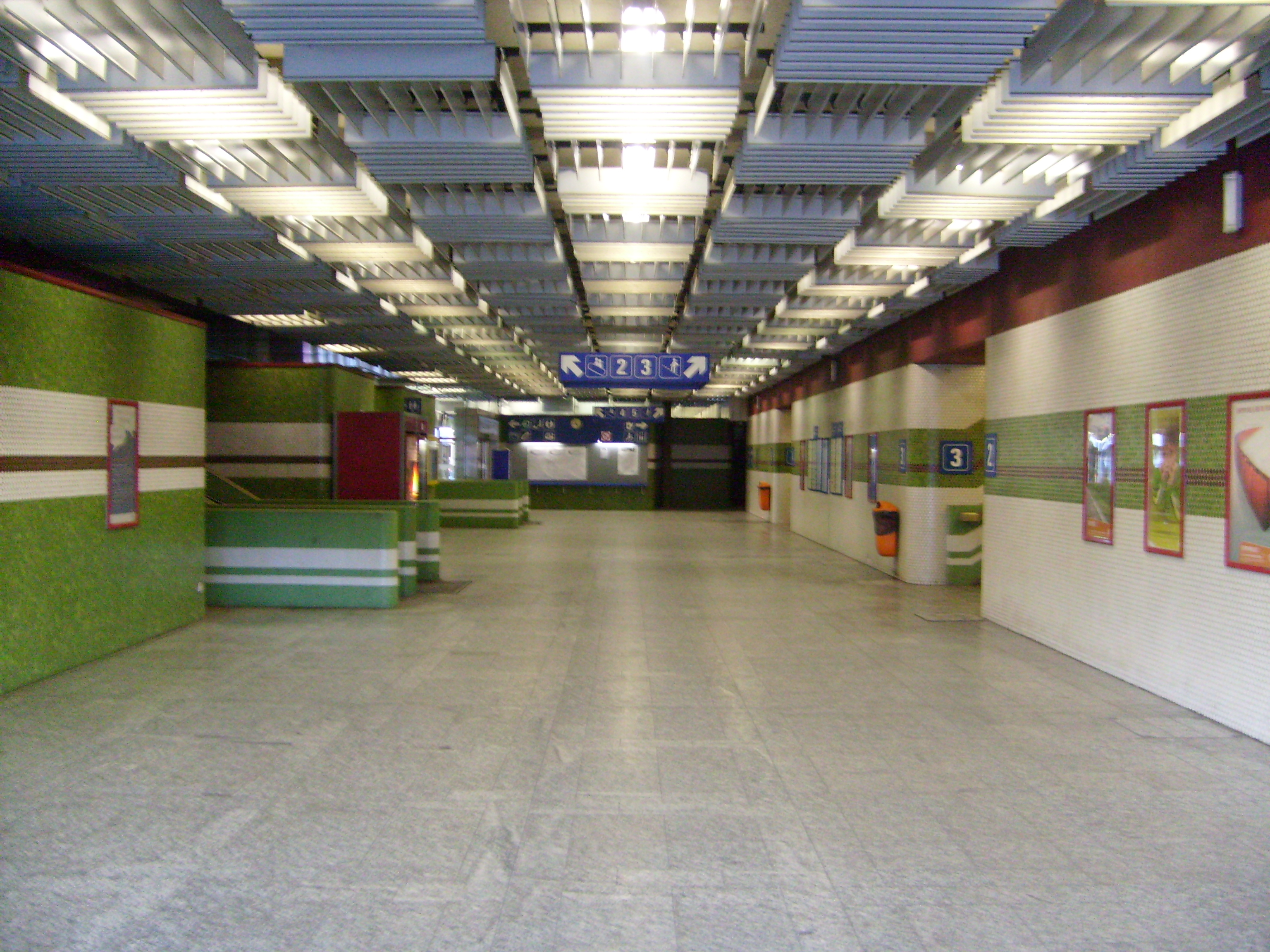
Reizigershal

## Treindienst
| Serie       | Treinsoort            | Route | Bijzonderheden                                                              |
| ----------- | --------------------- | --- | --------------------------------------------------------------------------- |
| IC 12       | Intercity (NMBS)      | [ Oostende – Brugge – ] Kortrijk – Deinze – Gent-Sint-Pieters – Brussel-Zuid – Luik-Guillemins – Welkenraedt                         | Rijdt alleen op werkdagen. Eerste en laatste ritten van/naar Oostende.      |
| IC 28       | Intercity (NMBS)      | Antwerpen-Centraal – Gent-Sint-Pieters – Deinze – Lichtervelde – De Panne                                                            | Rijdt alleen op werkdagen.                                                  |
| IC 29       | Intercity (NMBS)      | [ De Panne – Deinze – ] Gent-Sint-Pieters – Aalst – Brussel-Zuid – Brussels Airport-Zaventem – Leuven – Landen                       | Rijdt in het weekend De Panne - Brussel-Noord.                              |
| L 850       | L-trein (NMBS)        | Mechelen – Dendermonde – Gent-Sint-Pieters – Deinze – Kortrijk                                                                       | Rijdt alleen in het weekend.                                                |
| P 7000/8000 | Piekuurtrein (NMBS)   | [ Oostende – Brugge – ] / [ De Panne – Deinze – ] / [ Poperinge – Ieper – Kortrijk – ] Gent-Sint-Pieters – Brussel-Zuid – Schaarbeek | Twee treinen per dag per richting. Een trein op zondagavond vanaf De Panne. |
| P 7995/8995 | Piekuurtrein (NMBS)   | [ De Panne – ] / [ Kortrijk – ] Deinze – Gent-Sint-Pieters                                                                           | Rijdt alleen op werkdagen.                                                  |
| P 8890      | Piekuurtrein (NMBS)   | Poperinge – Ieper – Kortrijk – Deinze – Gent-Sint-Pieters – Mechelen – Leuven – Sint-Joris-Weert                                     | Een trein op zondagavond.                                                   |
| ICT 6900    | Toeristentrein (NMBS) | Brussel-Noord – Brussel-Zuid – Gent-Sint-Pieters – Deinze – De Panne                                                                 | Rijdt in juli en augustus.                                                  |

## Busdienst
Bij het station rijden verschillende buslijnen van De Lijn, onder meer naar Kortrijk, Gent, Tielt, Zottegem en Oudenaarde.

## Reizigerstellingen
De grafiek en tabel geven het gemiddeld aantal instappende reizigers weer op een week-, zater- en zondag.
| Tabel: aantal instappende reizigers station Deinze | Tabel: aantal instappende reizigers station Deinze | Tabel: aantal instappende reizigers station Deinze | Tabel: aantal instappende reizigers station Deinze |
|                                                    | Weekdag                                            | Zaterdag                                           | Zondag                                             |
| -------------------------------------------------- | -------------------------------------------------- | -------------------------------------------------- | -------------------------------------------------- |
| 1977                                               | 1 818                                              | 419                                                | 364                                                |
| 1978                                               | 1 908                                              | 337                                                | 324                                                |
| 1979                                               | 1 851                                              | 379                                                | 280                                                |
| 1980                                               | 1 755                                              | 393                                                | 322                                                |
| 1981                                               | 2 112                                              | 415                                                | 409                                                |
| 1982                                               | 1 737                                              | 452                                                | 408                                                |
| 1983                                               | 1 983                                              | 437                                                | 516                                                |
| 1984                                               | 1 828                                              | 416                                                | 538                                                |
| 1985                                               | 1 908                                              | 461                                                | 565                                                |
| 1986                                               | 2 067                                              | 420                                                | 401                                                |
| 1987                                               | 1 984                                              | 420                                                | 359                                                |
| 1988                                               | 2 132                                              | 594                                                | 577                                                |
| 1989                                               | 1 919                                              | 418                                                | 445                                                |
| 1990                                               | 1 954                                              | 424                                                | 441                                                |
| 1991                                               | 1 972                                              | 506                                                | 570                                                |
| 1992                                               | 2 001                                              | 526                                                | 468                                                |
| 1993                                               | 1 830                                              | 478                                                | 465                                                |
| 1994                                               | 1 911                                              | 534                                                | 446                                                |
| 1995                                               | 2 081                                              | 455                                                | 419                                                |
| 1996                                               | 2 080                                              | 582                                                | 511                                                |
| 1997                                               | 2 171                                              | 547                                                | 520                                                |
| 1998                                               | 2 383                                              | 536                                                | 394                                                |
| 1999                                               | 1 931                                              | 488                                                | 392                                                |
| 2000                                               | 2 048                                              | 542                                                | 487                                                |
| 2001                                               | 2 253                                              | 530                                                | 515                                                |
| 2002                                               | 2 067                                              | 590                                                | 594                                                |
| 2003                                               | 2 169                                              | 676                                                | 511                                                |
| 2004                                               | 2 043                                              | 623                                                | 498                                                |
| 2005                                               | 2 209                                              | 604                                                | 546                                                |
| 2006                                               | 2 371                                              | 699                                                | 571                                                |
| 2007                                               | 2 254                                              | 650                                                | 642                                                |
| 2008                                               | -                                                  | -                                                  | -                                                  |
| 2009                                               | 2 096                                              | 871                                                | 558                                                |
| 2010                                               | -                                                  | -                                                  | -                                                  |
| 2011                                               | -                                                  | -                                                  | -                                                  |
| 2012                                               | 2 150                                              | 683                                                | 695                                                |
| 2013                                               | 2 281                                              | 761                                                | 657                                                |
| 2014                                               | 2 145                                              | 826                                                | 767                                                |
| 2015                                               | 2 072                                              | 584                                                | 623                                                |
| 2016                                               | 2 125                                              | 856                                                | 1 374                                              |
| 2017                                               | 2 247                                              | 596                                                | 736                                                |
| 2018                                               | 2 183                                              | 699                                                | 738                                                |
| 2019                                               | 2 050                                              | 633                                                | 739                                                |
| 2020                                               | 1 327                                              | 1 067                                              | 1 146                                              |
| 2021                                               | -                                                  | -                                                  | -                                                  |
| 2022                                               | 2 209                                              | 822                                                | 1 070                                              |
| 2023                                               | 2 006                                              | 1 088                                              | 1 106                                              |
| 2024                                               | 1 988                                              | 1 904                                              | 1 897                                              |

0: Deinze ·
4,5: Grammene ·
6,2: Wontergem ·
8,3: Aarsele ·
15,6: Tielt ·
20,1: Pittem ·
24,0: Ardooie-Koolskamp ·
26,5: Kortekeer ·
31,7: Lichtervelde ·
37,7: Kortemark ·
40,5: Handzame ·
43,7: Zarren ·
47,9: Esen ·
50,4: Diksmuide ·
52,0: Kaaskerke ·
54,8: Oostkerke ·
62,4: Avekapelle ·
65,5: Veurne ·
66,9: Koksijde ·
70,5: De Panne
0: Gent-Sint-Pieters ·
3,7: Sint-Denijs-Westrem ·
5,0: Hemelrijk ·
6,1: De Pinte ·
9,0: Broekstraat ·
9,8: Deurle ·
12,1: Muizenhol ·
13,1: Beekstraat ·
13,8: Astene ·
15,1: Deinze ·
19,0: Machelen ·
22,0: Olsene ·
24,4: Zulte ·
27,3: Waregem ·
31,8: Desselgem ·
33,9: Beveren-Leie ·
36,1: Harelbeke ·
41,4: Kortrijk ·
42,2: Kortrijk-Vorming ·
43,9: Marke ·
46,5: Lauwe ·
49,8: Aalbeke ·
53,8: Moeskroen